# Paul Schäfer (Sektengründer)
Paul Schäfer (* 4. Dezember 1921 in Bonn; † 24. April 2010 in Santiago de Chile) war ein deutscher Pädokrimineller und Gründer der Sekte und totalitären religiösen Gemeinschaft Colonia Dignidad in Chile. Am 24. Mai 2006 wurde Schäfer von einem chilenischen Gericht des sexuellen Missbrauchs von Kindern in 25 Fällen für schuldig befunden und zu einer Freiheitsstrafe von 20 Jahren und Zahlungen von insgesamt 770 Millionen Pesos (über 1 Mio. Euro) an elf Jugendliche verurteilt. Der Politikwissenschaftler Jan Stehle vom Forschungs- und Dokumentationszentrum Chile-Lateinamerika bezeichnete die Verbrechen der Sekte als „eines der größten Menschenrechtsverbrechen unter deutscher Beteiligung“.

## Leben
Paul Schäfer wuchs zusammen mit seinen beiden älteren Brüdern in Troisdorf auf. Er wiederholte zwei Schuljahre. In seiner Kindheit verlor er beim Versuch, einen Knoten in einem Schnürsenkel mit der Gabel zu lösen, ein Auge, das durch ein Glasauge ersetzt wurde und Grund für die Ausmusterung beim Heer war. Er war Mitglied in einer christlichen CVJM-„Eichenkreuz“-Gruppe. Entgegen Medien- und Eigendarstellungen war Schäfer nie Offizier in der Wehrmacht oder Mitglied in nationalsozialistischen Organisationen, sondern Pfleger und nahm als Sanitäter in Frankreich am Zweiten Weltkrieg teil. Schäfer hasste seine Mutter abgrundtief und verachtete Frauen.

### Erste Tätigkeitsfelder
Nach dem Zweiten Weltkrieg arbeitete Paul Schäfer zunächst als Hilfsarbeiter auf Jahrmärkten, bevor er als Jugendbetreuer sowohl katholischer als auch evangelischer Organisationen und zuletzt als CVJM-Jugendleiter in Troisdorf Anstellung fand. Als Leiter eines Zeltlagers zeigte Paul Schäfer laut Zeugen bereits 1947 seine Neigung zu sadistischen Praktiken.  Von einem jugendlichen Teilnehmer, der anstelle des angebrannten Essens ein Stück Fallobst aß, wird Folgendes berichtet:

„Er musste sich nackt ausziehen, wurde von den Lagerältesten an den Rand des Geländes geführt und musste dann unter Stockschlägen Spießruten laufen.“

Eine Zeit lang arbeitete Schäfer beim Diakoniewerk Bethel als Jugenderzieher. 1947 wurde er wegen homosexueller Beziehungen zu seinen minderjährigen Schützlingen fristlos entlassen.
Als sich die Gerüchte mehrten, dass Schäfer ihm anvertraute Kinder und Jugendliche misshandle und sexuell missbrauche, erfolgte um 1949/50 seine diskrete Entlassung aus dem kirchlichen Dienst, sodass es nicht zu einem gerichtlichen Strafverfahren kam.
Schäfer machte sich nach seiner Entlassung als Laienprediger selbstständig. Sein Wirkungsfeld waren zunächst separierte protestantische Kreise, die sich ihm weitgehend kritiklos öffneten. Dabei traf er auch auf Hugo Baar, der zu dieser Zeit Prediger einer Baptistengemeinde war. In Schäfer und Baar fanden eine starke Führungspersönlichkeit und ein rhetorisch gewandter Prediger zusammen, die bei ihren gemeinsamen Auftritten viele Menschen an sich zu binden wussten. Dabei geriet Baar, der sich in den letzten Jahren seines Lebens von Schäfer lossagte, immer stärker unter den – so Baar – „dämonischen Einfluss“ des ehemaligen Jugendpflegers und wurde ihm hörig. Ende 1959 wurde er seines Predigeramtes enthoben und trat aus der Baptistenkirche aus.
Schäfer und Baar gaben vor, der Idee einer an die Gütergemeinschaft der Jerusalemer Urgemeinde angelehnten urchristlichen Lebensweise zu dienen. Mit endzeitlichen Lehren verbreiteten sie unter ihren Hörern Schreckensszenarien. Sicherheit vor den kommenden Katastrophen gebe es nur in der Geborgenheit ihrer Gemeinschaft und unter der Leitung des von Gott eingesetzten Paul Schäfer. Zunächst erwarteten sie von ihren Anhängern nur den zehnten Teil ihres Einkommens. Später – als sich aus dem Anhängerkreis eine geschlossene Gesellschaft formierte – forderten sie das gesamte Vermögen ihrer Mitglieder. Erbschaften, Lebensversicherungen und Rentenansprüche mussten auf Schäfer übertragen werden. Das Geld investierten Schäfer und Baar in verschiedene Wohn- und Geschäftsprojekte.

### Projekte in Deutschland
In Lohmar-Heide baute Schäfer für seine beim Siegburger Amtsgericht eingetragene Private Sociale Mission e. V. mit seinen Anhängern ein Gemeinschaftshaus in Eigenregie. Nach außen vermittelte die Sekte den Eindruck, eine glückliche Gemeinschaft zu sein. Ihr Einkommen sicherte sie sich durch den staatlich anerkannten Betrieb eines Kinder- und Jugendheims. Schäfer erwies sich auch in anderen Bereichen als geschäftstüchtig. Er pachtete zum Beispiel Lebensmittel- und Tabakwarengeschäfte. Seinen Sektenmitgliedern verlangte er ab, hart und unentgeltlich zu arbeiten.
Mit der Zeit forderte Schäfer immer eindeutiger, dass seine Anhänger ihre familiären Bindungen nach außerhalb auf das Mindeste zu beschränken hatten. Am besten sei es, diese ganz aufzugeben, denn – so Schäfer – „ein freier Christ kann Gott besser dienen“. Durch Beichtzwang gelang es ihm, seinen Einfluss auf den Einzelnen immer stärker geltend zu machen. Intimste Gedanken und Handlungen mussten vor ihm ausgesprochen werden. Drakonische körperliche Strafen wurden von ihm verhängt. Während Schäfer von seinen Anhängern sexuelle Askese verlangte, verging er sich sexuell an Kindern, und zwar ausschließlich an Jungen.

### Aktivitäten in Chile ab 1961
Als in Siegburg 1961 zwei Fälle von vergewaltigten Jungen bekannt wurden, beantragte die Bonner Staatsanwaltschaft einen Haftbefehl. Sofort tauchte Schäfer mit Hilfe von Freunden unter und floh nach Chile. Die Zeugen der Anklage, ca. 150 Heimkinder, wurden in einer Nacht-und-Nebel-Aktion mit einem Charterflugzeug nach Chile gebracht. Seine mittlerweile mehr als 200 Anhänger – die meisten kamen aus Hamburg, Gronau und Siegburg, einige aus Graz/Österreich – folgten ihm in den nächsten Monaten. Schäfer lockte sie mit einem „urchristlichen Leben im Gelobten Land“. Zögernden und Ängstlichen drohte er mit der Behauptung, eine sowjetische Invasion apokalyptischen Ausmaßes werde alle Lebensmöglichkeiten in Deutschland zunichtemachen.
Im Zusammenhang des folgenden Exodus wurde das Haus der Sektengemeinschaft in Heide an die Bundeswehr für 900.000 DM verkauft. Der Generalarzt der Luftwaffe erhielt dort seinen Dienstsitz. Mit dem Geld erwarb Schäfer eine heruntergewirtschaftete Finca größeren Ausmaßes nahe der Stadt Parral – etwa 350 Kilometer südlich von Santiago de Chile. Er nannte sie Colonia Dignidad – Kolonie der Würde (offiziell Sociedad Benefactora y Educacional Dignidad – Wohltätigkeits- und Bildungsgemeinschaft Würde, seit 1988 Villa Baviera – Dorf Bayern).
Gegenüber den chilenischen Behörden gaben Schäfer und Baar vor, sich dort um chilenische Waisenkinder kümmern zu wollen. Damit war beabsichtigt, der Colonia „familienlosen“ Nachwuchs zuzuführen.
In der Geschlossenheit der Colonia Dignidad gelang es ihm, seine Unterdrückungsmechanismen weiterzuentwickeln. Von seinen Anhängern verlangte er totale Unterwerfung und setzte diese auch mit Gewalt durch. Der Arbeitstag in der „Kolonie der Würde“ hatte 16 Stunden. Die im Christentum wichtigen Ruhetage, Gottesdienste und Gebetszeiten, die es vorher gegeben hatte, wurden als „sinnlos vertane Zeit“ abgeschafft. Die Hörigkeit der Sektenmitglieder wurde so stark, dass jede Kraft zum Widerstand erlosch. Es gab streng getrennte Frauen-, Männer- und Kinderhäuser. Private Gespräche waren nach und nach strikt verboten. Zuwiderhandlungen hatten harte Strafen zur Folge. Jeder musste fürchten, denunziert zu werden, jeder konnte ein Spitzel sein.
Die Kolonie wurde zu einer Art Festung ausgebaut. Palisadenzäune mit Wachtürmen und Stolperfallen sowie bewaffnete Wachposten sorgten dafür, dass eine nach außen hin hermetisch abgeriegelte Diktatur entstand.

### Wirtschaftlicher Erfolg und politische Kontakte
In wenigen Jahren entstand durch ständige Zwangsarbeit ein – von Medien als „Mustergut“ bezeichneter – landwirtschaftlicher Großbetrieb mit einer umzäunten Fläche von ca. 15.000 Hektar. Schäfer ließ seine Sektenmitglieder Straßen und Brücken bauen und Bergwerke zum Abbau von Gold, Uran und Titan anlegen. Als Aushängeschild der Kolonie galt das Krankenhaus, in dem die arme Bevölkerung des Umlandes kostenlos behandelt wurde.
Chilenischen Jungen wurde im Internat der Colonia Dignidad Essen und Ausbildung geboten. Auch dieses Internat diente der Rekrutierung neuen Sektennachwuchses. Klagen der Kinder über Misshandlung und Missbrauch wurden von den Eltern anfangs nicht ernst genommen und somit von den staatlichen Behörden nicht verfolgt.
Schäfer hatte mit dem Pinochet-Regime Verhandlungen geführt. So bestand seit dem Putsch im September 1973 zwischen der chilenischen Militärdiktatur und der Kolonie eine enge Kooperation. In deren Rahmen wurde das abgeschottete Gelände der Sektenkolonie von Pinochets Geheimdienst Dina als Quartier zur Inhaftierung, Folter und Ermordung von Regimegegnern genutzt. Das ganze Ausmaß der Handlungen in der Kolonie wurde ab 2005 Gegenstand polizeilicher Untersuchungen.
Mehrere deutsche Politiker besuchten Schäfers Kolonie, 1977 auch der spätere bayerische Ministerpräsident Franz Josef Strauß, als er zur Pinochet-Zeit den Ehrendoktortitel der Universidad de Chile erhielt. Schäfer hatte die schützende Unterstützung der deutschen Botschaft in Santiago, deren Gebäude unter anderem von Handwerkern aus der Colonia Dignidad im Inneren renoviert wurde. Versuche, Familienangehörige mit Hilfe des Auswärtigen Amtes aus der Sektenkolonie herauszuholen, scheiterten auch, weil Angehörige der Botschaft der Bundesrepublik Deutschland dort ein und aus gingen. Neben anderen pflegte Botschafter Erich Strätling engen freundschaftlichen Kontakt mit Schäfer. Frühere Sektenmitglieder klagen, dass sie von der deutschen Botschaft nach Fluchtversuchen wieder in die Colonia zurückgeschickt wurden.
Die schon in den 1970er- und 1980er-Jahren aufkommenden Vorwürfe menschenverachtender Praktiken und der Kollaboration mit dem Pinochet-Regime hatten Schäfer und seine Gefolgsleute dementiert und stets als Teil einer kommunistisch-inspirierten Verleumdungskampagne abgetan.
Im April 2016 räumte Bundesaußenminister Frank-Walter Steinmeier jahrelange gravierende Versäumnisse des Auswärtigen Amtes und des damaligen Botschaftspersonals ein: „Von den sechziger bis in die achtziger Jahre haben deutsche Diplomaten bestenfalls weggeschaut – jedenfalls eindeutig zu wenig für den Schutz ihrer Landsleute in dieser Kolonie getan“. Es gelang dem Sektenführer bis über das Ende der Pinochet-Diktatur hinaus, ein positives Bild von „deutscher Schaffenskraft“ im Ausland zu vermitteln.

### Ermittlungen

#### Ermittlungen der deutschen Justiz
In den 1980er- und 1990er-Jahren wurden in Deutschland drei Ermittlungsverfahren gegen Paul Schäfer und weitere Angehörige der Colonia Dignidad wie Hartmut Hopp eingeleitet. Diese Ermittlungen führten aber weder zu einem Prozess noch zu einem Haftbefehl gegen Schäfer.
Nach Aussagen des betroffenen Ehepaars Packmor vor dem Bonner Untersuchungsausschuss wurden Mitte der 1980er-Jahre Ermittlungen wegen Körperverletzung und Freiheitsberaubung gegen Paul Schäfer aufgenommen.
1991 erstattete ein Frankfurter Rechtsanwalt Anzeige gegen Paul Schäfer wegen Beteiligung an der Tötung oppositioneller Chilenen in der Colonia Dignidad. Ein drittes Verfahren begann Ende April 1997. „Nach einem detaillierten Bericht im Kölner Stadt-Anzeiger haben wir von Amts wegen ein Ermittlungsverfahren gegen Paul Schäfer wegen sexueller Misshandlungen von Jugendlichen in Chile eingeleitet“, so Paul Iwand, der Sprecher der Bonner Staatsanwaltschaft.

#### Ermittlungen der chilenischen Justiz
Um den Zeitpunkt seines Untertauchens 1996 hatten mehrere chilenische Eltern missbrauchter Kinder, in der Mehrzahl Bauern aus der Umgebung der Colonia Dignidad, Schäfer in Chile angezeigt. Ein internationaler Haftbefehl wurde ausgestellt.

### Verhaftung und Verurteilungen
Im Jahr 1996 tauchte Schäfer unter. Er floh mit einer Handvoll Getreuen nach Argentinien und versteckte sich in einem Landsitz nahe der Hauptstadt Buenos Aires. Am 10. März 2005 wurde Schäfer in Argentinien festgenommen, nachdem er acht Jahre untergetaucht war. Zwei Tage später wurde er an die chilenische Staatsanwaltschaft übergeben. Die chilenischen Behörden erhoben noch im März 2005 Anklage wegen Entführung im Zusammenhang mit dem Verschwinden des Dissidenten Alvaro Vallejos. Bereits im November 2004 war Schäfer in Abwesenheit von einem Gericht in Chile des sexuellen Missbrauchs an 27 Kindern für schuldig befunden worden. Im Dezember 2005 erfolgte eine weitere Anklage gegen Schäfer, nachdem die ehemalige Leiterin der Klinik der „Colonia“, Gisela Seewald, gestanden hatte, Kinder mit Elektroschocks gequält und unnötigen „psychiatrischen Behandlungen“ unterzogen zu haben, um sie gefügig zu machen. In der Anklageschrift wurde Schäfer und Seewald unter anderem vorgeworfen, acht Kinder deutscher Herkunft ihren Eltern entrissen und schwer misshandelt zu haben. 2006 wurde Schäfer in Chile des Missbrauchs von Kindern in 25 Fällen für schuldig befunden und zu einer Freiheitsstrafe von 20 Jahren und Zahlungen von umgerechnet 1,2 Millionen Euro an elf Jugendliche verurteilt, deren Vertreter Klage eingereicht hatten.
2009 wurde Schäfer in Santiago de Chile wegen Körperverletzung in acht Fällen zu weiteren drei Jahren Freiheitsstrafe verurteilt. Bei den Opfern handelte es sich um Kinder, die zwischen 1970 und 1980 im Spital der Siedlung mit Psychopharmaka gequält worden waren. Zudem war dort noch ein weiteres Verfahren wegen illegalen Waffenbesitzes anhängig.

### Tod
Schäfer erlag am 24. April 2010 im Alter von 88 Jahren in einem Gefängniskrankenhaus in Santiago de Chile einem Herzleiden. Er wurde auf dem Friedhof Parque del Recuerdo Cordillera im Stadtteil Puente Alto von Santiago beigesetzt. Bei der Beerdigung, die unter Protesten der Bevölkerung stattfand, sollen nur sieben Personen anwesend gewesen sein – darunter ein einziges Familienmitglied Schäfers, die Adoptivtochter Rebeca.

### Sonstiges
Im Film Colonia Dignidad – Es gibt kein Zurück aus dem Jahre 2015 wurde Schäfer von Mikael Nyqvist verkörpert.